# Legame φ

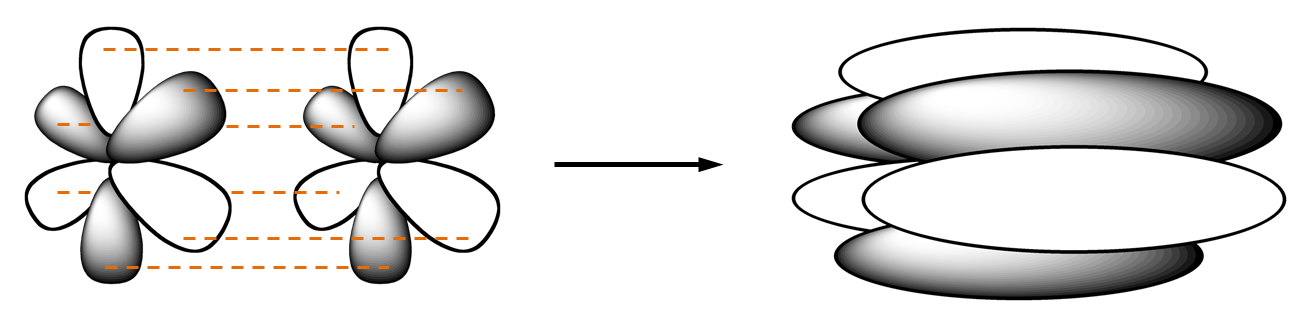
Formazione di un legame φ dalla sovrapposizione di due orbitali f

Il legame φ (fi) è un legame covalente ottenuto per sovrapposizione dei sei lobi di un orbitale f.